# Natur (Izrael)
Natur (hebrejsky נָטוּר, podle místního jména pahorku גבעת נטור - Giv'at Natur a podle zdejší vysídlené syrské vesnice Um al-Kanatir, v oficiálním přepisu do angličtiny Natur) je izraelská osada, bývalý kibuc a současný mošav na Golanských výšinách v Oblastní radě Golan.

## Geografie
Vesnice se nachází v nadmořské výšce 400 metrů. Leží cca 21 kilometrů severovýchodně od města Tiberias, cca 72 kilometrů východně od Haify a cca 127 kilometrů severovýchodně od centra Tel Avivu. Natur leží na náhorní plošině v jižní části Golanských výšin, severně od vádí Nachal El Al, které teče západním směrem do Galilejského jezera. Vesnice je situována v oblasti s hustou sítí zemědělského osídlení, takřka výlučně židovského, tedy bez arabských sídel. Natur je na dopravní síť Golanských výšin napojena pomocí lokální silnice číslo 808.

## Dějiny
Natur leží na Golanských výšinách, které byly dobyty izraelskou armádou v roce 1967 a jsou od té doby cíleně osidlovány Izraelci. Tato vesnice byla založena roce 1980, konkrétně v lednu toho roku, přičemž její výstavba byla zahájena v roce 1978. Okolo vzniku této vesnice se vedly spory v rámci levicově orientované organizace zemědělských kibuců ha-Kibuc Arci (הקיבוץ הארצי), která odmítala zakládání nových osad na územích okupovaných Izraelem v roce 1967. Nakonec byl zvolen kompromis, kdy tento nový kibuc byl založen s asistencí polovojenského hnutí Nachal.
V osadě Natur funguje zařízení předškolní péče o děti. Základní škola je v sousedních obcích. Ekonomika vesnice je založena na zemědělství (rostlinná výroba nebo chov drůbeže).
V lednu 2008 se stávající kibuc změnil na mošav, tedy volnější model kolektivního hospodaření.

## Demografie
Natur je nyní osadou se smíšeným obyvatelstvem, které sestává z nábožensky založených i sekulárních rodin, na rozdíl od původně ryze sekulární osady. Jde o malé sídlo vesnického typu se silně rostoucí populací. K 31. prosinci 2014 zde žilo 560 lidí. Během roku 2014 vzrostla populace o 53,4 %.
| Rok            | 1995 | 2001 | 2003 | 2005 | 2006 | 2007 | 2008 | 2009 | 2010 | 2011 | 2012 | 2013 | 2014 |
| -------------- | ---- | ---- | ---- | ---- | ---- | ---- | ---- | ---- | ---- | ---- | ---- | ---- | ---- |
| Počet obyvatel | 50   | 47   | 47   | 48   | 80   | 111  | 129  | 218  | 236  | 265  | 311  | 365  | 560  |